# Ksawery Knotz
Ksawery Knotz (ur. w 1965) – polski kapucyn (OFMCap.), doktor teologii pastoralnej, duszpasterz małżeństw i rodzin. Autor książek, redaktor naczelny portalu internetowego (wortalu) szansaspotkania.net. Prowadzi liczne rekolekcje dla małżeństw. Członek Zespołu Laboratorium WIĘZI.
Knotz od 1991 roku jest kapłanem w zakonie Braci Mniejszych Kapucynów. Studiował na Uniwersytecie Papieskim w Krakowie, we Fryburgu i na KUL-u. Był m.in. duszpasterzem akademickim, prowadził grupę Odnowy w Duchu Świętym i wspólnotę neokatechumenalną.
Jest wykładowcą teologii pastoralnej w WSD Braci Mniejszych Kapucynów. Mieszka w Krakowie.

## SzansaSpotkania.net
Po publikacji swojej książki o życiu seksualnym małżeństw i po kontrowersjach, jakie swoją treścią wzbudziła, Ksawery Knotz stworzył w 2004 roku portal internetowy szansaspotkania.net poświęcony problemom współżycia seksualnego. Wortal skierowany jest do małżeństw kształtujących swoje życie seksualne według nauki Kościoła katolickiego.
Portal został laureatem "Ogólnopolskiego Konkursu Chrześcijańskich Witryn Internetowych".

## Publikacje
- Seks jest boski, czyli Erotyka katolika (z Krystyną Strączek), Kraków 2010, ISBN 978-83-240-1417-0.
- Seks jakiego nie znacie. Dla małżonków kochających Boga, audiobook mp3, Czyta Andrzej Kozioł, wyd. Edycja Świętego Pawła, Częstochowa 2010.
- Seks jakiego nie znacie. Dla małżonków kochających Boga, wyd. Edycja Świętego Pawła, Częstochowa 2009, ISBN 978-83-7424-618-7.
- Puzzle małżeńskie (z Moniką Waluś), Kraków 2009, ISBN 978-83-240-1157-5.
- Ojciec Pio i zapach fiołków, Kraków 2007, ISBN 978-83-60512-22-7.
- Akt małżeński. Szansa spotkania z Bogiem i współmałżonkiem, Kraków 2001, ISBN 83-7221-395-X.
- Nie bój się seksu czyli kochaj i rób co chcesz; z o. Ksawerym Knotzem rozmawia Sylwester Szefer, Wydawnictwo Esprit, Kraków 2009, ISBN 978-83-60040-99-7.